# Насеље Милка Протић
Насеље Милка Протић-Лина је градска четврт у градској општини Палилула, једној од градских општина Ниша. Према попису из 2002. било је 486 становника. Названо је по партизанки Милки Протић − Лини, која је била студент филозофије и једна од логораша Логора Црвени крст у Другом светском рату. У насељу се налазе одвојена одељења основне школе Бубањски хероји.

## Географија
Насеље Милка Протић се налази на југозападу Ниша, поред магистралног правца Ниш—Прокупље. Удаљено је око 4 километра ваздушном линијом од центра града. До насеља се може доћи градском линијом Ћеле Кула—Девети Мај (линија број 10), као и линијом Трг краља Александра Ујединитеља—Мрамор (линија број 36). У непосредној близини насеља се налази Казнено Поправни Дом (КПД). Са северне стране насеља се протеже магистрална пруга Ниш—Скопље, као и Ниш—Поповац. Са јужне стране насеља се протеже магистрални пут Ниш—Прокупље.

## Историја
Насеље Милка Протић је прављено наменски за становање радника Казненог-поправног дома (КПД) Ниш. Прве зграде сазидане су непосредно после Другог светског рата, а последње 1962. године, а сам КПД је сазидан 1930. године. Средином 1950их сазидан је споменик Милки Протић, Мотел Делиград, Здравствена станица, док је 1970их година сазидана фонтана. Насеље Милка Протић је седамдесетих било познато као Градић Пејтон. У то време насеље је имало биоскопску салу и библиотеку. Затвореници оближњег КПД-а су водили рачуна о изгледу насеља. Имали су задатак да насеље чисте, косе траву, саде цвеће, одржавају парк са урбаним мобилијаром, одржавају тениске, фудбалске и кошаркашке терене. Данас се то више не практикује. Почетком септембра 2008. године испод Казнено-поправног дома, непосредно поред железничке пруге Ниш—Поповац пронађени су предмети из доба Цара Константина.

## Становништво
Некада су становништво насеља чинили махом радници Казнено-поправног дома, а данас је становништво измешано. Ипак, и данас је највећи део становништва на неки начин повезан са Казнено-поправним домом (пензионисани радници и сл.).

## Галерија
- Магистрална пруга Ниш—Скопље (лево), Ниш—Поповац (десно)
- Мотел Делиград и споменик Милке Протић
- Здравствена станица у насељу
- Највиша зграда у насељу
- Типичне зграде Насеља Милка Протић
- Слика Милке Протић Лине